# Isocamenta sequax
Isocamenta sequax är en skalbaggsart som beskrevs av Hermann Julius Kolbe 1914. Isocamenta sequax ingår i släktet Isocamenta och familjen Melolonthidae. Inga underarter finns listade i Catalogue of Life.